# 마츠무라 사유리
마츠무라 사유리(일본어: 松村 沙友理, 1992년 8월 27일 ~ )는 일본의 아이돌이며, 여성 아이돌 그룹 전 노기자카46의 멤버이다. 오사카부 출신이다.

## 내력
2011년
- 8월 21일, 제1기 멤버로서 노기자카46에 가입[1].
- 11월 13일, 노기자카46의 그룹 공식 블로그의 일원으로서 멤버 1명째인 공식 블로그를 개시[2].

2012년
- 2월 22일, 노기자카46로서 Sony Music Records로부터 〈빙글빙글 커튼〉으로 CD 데뷔[3].
- 5월 2일, 2nd 싱글 〈이리 와 샴푸〉로, 노기자카46 첫 유닛에 선출[4].

2013년
- 4월 6일, 이 날부터 방송이 시작된 《BAD BOYS J》(닛폰 TV)에, 연속 TV 드라마 첫 레귤러 출연을 개시[5].
- 4월 18일, 이 날부터, 나카다 카나와 둘이서 첫 MC를 맡는 아이돌 프로그램, 《생 아이돌이 좋아》(니코니코 생방송·아이돌 부문 채널 Pigoo)가 개시[6].

2014년
- 5월 1일, 《VANQUISH VENUS Vol.10》(2014년 5월 1일 ~ 6월 30일, VANQUISH)의 모델로 기용된다[7].

2021년
- 4월 15일, MC를 맡은 《진짜 아이돌이 좋아》(니코니코 생방송)의 방송내에서 동년 6월 9일 발매의 27번째 싱글의 활동을 기해 노기자카46를 졸업하는 것을 발표했다[8].
- 6월 22일부터 23일에 행해진 《사~유~Ready? ~사유링고 군단 라이브 / 마츠무라 사유리 졸업 콘서트~》가 요코하마 아레나에서 개최[9][10]. 동년 7월 13일을 기해 노기자카46를 기해 노기자카46를 졸업예정[11].
- 7월 13일, 노기자카46를 졸업.

## 노기자카46에서의 참가곡

### 싱글 CD 선발곡
- ぐるぐるカーテン / 빙글빙글 커튼
  - 会いたかったかもしれない / 만나고 싶었을지도 몰라
  - 失いたくないから / 잃고 싶지 않으니까
  - 白い雲にのって / 흰 구름에 올라
  - 乃木坂の詩 / 노기자카의 시
- おいでシャンプー / 이리와 샴푸
  - 心の薬 / 마음의 약
  - 偶然を言い訳にして / 우연을 핑계삼아
  - ハウス! / 하우스!
- 走れ!Bicycle / 달려라! Bicycle
  - せっかちなかたつむり / 성급한 달팽이
  - 人はなぜ走るのか? / 사람은 왜 달리는가?
  - 音が出ないギター / 소리가 나지 않는 기타
- 制服のマネキン / 제복의 마네킹
  - 指望遠鏡 / 손가락 망원경
- 君の名は希望 / 너의 이름은 희망
  - シャキイズム / 샤키이즘
  - ロマンティックいか焼き / 로맨틱 오징어 야키
  - でこぴん / 데코핑
- ガールズルール / 걸즈 룰
  - 世界で一番 孤独なLover / 세상에서 가장 고독한 Lover
  - 人間という楽器 / 인간이라고 하는 악기
- バレッタ / 바레트
  - 月の大きさ / 달의 크기
  - そんなバカな・・・ / 그런 바보같은・・・
  - やさしさとは / 상냥함이라는 것은
- 気づいたら片想い / 깨닫고 보니 짝사랑
  - ロマンスのスタート / 로맨스의 스타트
  - 吐息のメソッド / 한숨의 메서드
  - ダンケシェーン / 당케 쇤
- 夏のFree&Easy / 여름의 Free&Easy
  - 何もできずにそばにいる / 아무것도 못한 채 곁에 있는다
  - その先の出口 / 그 앞의 출구
- 何度目の青空か? / 몇 번째 푸른 하늘인가?
  - 転がった鐘を鳴らせ! / 굴러간 종을 울려라!
  - Tender days
- 命は美しい / 생명은 아름다워
  - 立ち直り中 / 재기 중
- 太陽ノック / 태양 노크
  - 無表情 / 무표정
  - 羽根の記憶 / 날개의 기억
- 今、話したい誰かがいる / 지금, 이야기하고 싶은 누군가가 있다
  - ポピパッパパー / 포피팟파파
  - 悲しみの忘れ方 / 슬픔을 잊는 법
- ハルジオンが咲く頃 / 봄망초 필 무렵
  - 急斜面 / 급사면

### 앨범 CD 선발곡
- 《透明な色 투명한 색》에 수록
  - 革命の馬 / 혁명의 말
  - 僕がいる場所 / 내가 있는 장소
- 《それぞれの椅子 각각의 의자》에 수록
  - きっかけ / 계기
  - 太陽に口説かれて / 태양에게 설득당해
  - 空気感 / 공기감

## 출연

### 버라이어티
- 속보! 아리요시의 내일 하고 싶은 것 랭킹 (2012년 12월 6일, TV 도쿄)
- 우마즈킷! (2013년 11월 9일, 후지TV)

### 드라마
- BAD BOYS J (2013년 4월 6일 ~ 6월 22일, 닛폰 TV) - 후지이 미카 역
- 최애가 부도칸에 가 준다면 난 죽어도 좋아 (2022년 10월 9일 ~ , 아사히 방송) - 에리피요 역

### 영화
- 극장판 BAD BOYS J -최후에 지킬 것- (2013년 11월 9일, 쇼게이트) - 후지이 미카 역
- 극장판 카케구루이2: 절체절명의 러시안 룰렛 (2021년 6월 1일, GAGA) - 유메미테 유메미테 역

### 넷 프로그램
- 생 아이돌이 좋아 (2013년 4월 18일 ~ , 니코니코 생방송·아이돌 부문 채널 Pigoo) - MC